# Кобенсай
Кобенсай (каз. Көбенсай) — село в Уалихановском районе Северо-Казахстанской области Казахстана. Входит в состав Тельжанского сельского округа. Код КАТО — 596447200.

## Население
В 1999 году население села составляло 790 человек (393 мужчины и 397 женщин). По данным переписи 2009 года, в селе проживало 521 человек (249 мужчин и 272 женщины).